# Keppel Richard Craven
Keppel Richard Craven (Coombe Abbey, 1º giugno 1779 – Napoli, 24 giugno 1851) è stato un viaggiatore inglese, membro della Society of Dilettanti.

## Biografia
Keppel Richard Craven era il più giovane dei tre figli
di William Craven e Lady Elizabeth Berkleley figlia del IV Conte di Berkeley. La madre divorziò quando Keppel aveva appena circa tre anni e si trasferì in Francia con lui con la promessa di restituirlo al padre al compimento dell'ottavo anno. Ma l'accordo non fu rispettato. Ritornarono però in Inghilterra nel 1791 dove Keppel frequentò la scuola ad Harrow sotto falso nome. Fu presto riconosciuto dalla sua somiglianza con la madre, e da quel momento in poi fu chiamato con il suo nome di famiglia.
Suo padre, Lord Craven, morì il 27 settembre 1791 a Losanna. La madre era in viaggio con il suo nuovo compagno, Carlo Alessandro, Margravio di Brandenburg-Ansbach. Avevano progettato di visitare il Portogallo, la Spagna e l'Italia. La notizia della morte di Lord Craven probabilmente li raggiunse mentre si trovavano a Lisbona. Il 30 del mese successivo nulla li ostacolava a unirsi in matrimonio, che fu celebrato nella cappella dell'ambasciata inglese di quella città.
Keppel non è stato, dopo questi eventi, definitivamente allontanato dalla madre, al contrario, dopo la morte del marchese, nel 1805 andò a vivere con lei a Napoli.
Nel 1814 la Principessa del Galles compì un viaggio in Italia. La comitiva era composta dalle damigelle d'onore Charlotte Lindsay e Elizabeth Forbes, da St. Leger, da William Gell e Craven ciambellani, dal capitano Hesse, scudiero e dal medico, il dottor Holland. Craven accettò l'incarico senza ricevere alcun compenso; la mansione durò poco tempo, fino alla partenza della principessa per Ginevra.
Sei anni dopo fu chiamato a testimoniare al processo della sfortunata principessa. Testimoniò di essere stato al suo servizio per sei mesi, durante i quali non vide alcuna irregolarità nella sua condotta a Milano o a Napoli, o improprie familiarità da parte di Bergamo.
Nel 1821 pubblicò A Tour through the Southern Provinces of the Kingdom of Naples, e nel 1838 Excursions in the Abruzzi and Northern Provinces of Naples, in 2 volumi. Il primo delle due opere è abbellito da vedute che provengono dai suoi schizzi. Avendo acquisito un'ulteriore fortuna, nel 1834
acquistò un grande convento a Penta (Fisciano), tra le colline presso Salerno, adattato a residenza, dove dava ospitalità ai suoi amici.
Keppel lasciò questa dimora in eredità al suo fedele segretario Andrea Pasquini.
Per anni fu intimo ed inseparabile compagno di Sir William Gell, con il quale intraprese diversi viaggi e che assistette fino alla morte di questi nel 1836. Un'altra grande amicizia lo legò a Lady Blessington fin dal suo arrivo a Napoli nel luglio del 1823.
Keppel morì all'età di 72 anni a Napoli il 24 giugno 1851 e là fu sepolto nel Cimitero acattolico di Santa Maria della Fede noto come "Cimitero degli inglesi".
Nel testo A Tour through the Southern Provinces of the Kingdom of Naples, prima di soffermarsi sui Carbonari, tema politico di grande attualità al tempo, descrive il viaggio da Salerno ad Amalfi, soffermandosi sull'antica città ducale, sui suoi monumenti e attività produttive e soffermandosi anche su Ravello, di cui menziona il duomo e la porta di bronzo.
Nel 1825 pubblicò a Londra Italian Scenes: a Series of interesting Delineations of Remarkable Views and of Celebrated Remains of Antiquity, che furono corredate da disegni dello stesso autore. Keppel mostra la curiosità dell'indagatore, non sempre supportata da strumenti adatti ad esprimere pareri autorevoli nei vari campi di indagine, storiografia, architettura, analisi sociale e urbanistica, analisi del paesaggio naturale e urbano, biologia, storia del costume. Keppel Richard Craven dà un'immagine realistica dei luoghi visitati, analizzandoli dal punto di vista geografico, ma anche delle culture ed usanze, non generalizzando sulle condizioni della viabilità e di vita dei vari paesi, dando un giudizio in base all'accoglienza ricevuta, alla situazione delle strade e alle condizioni dei monumenti facendo anche spesso dei paragoni con la realtà inglese.

## Ascendenza
|                                         |                                       |                                        | Genitori                           |  |  | Nonni |  |  | Bisnonni    |  |  | Trisnonni      |  |
|                                         |                                       |                                        |                                    |  |  |       |  |  | John Craven |  |  | William Craven |  |
|                                         |                                       |                                        |                                    |  |  |       |  |  | John Craven |  |  | William Craven |  |
|                                         |                                       | Margaret Mary Clapham                  |                                    |  |  |       |  |  | John Craven |  |  |                |  |
| John Craven                             |                                       |                                        |                                    |  |  |       |  |  | John Craven |  |  |                |  |
|                                         |                                       | Mary Rebecca Berkeley                  | Henry Greene                       |  |  |       |  |  |             |  |  |                |  |
|                                         |                                       | Mary Rebecca Berkeley                  | Henry Greene                       |  |  |       |  |  |             |  |  |                |  |
|                                         |                                       | Mary Rebecca Berkeley                  | Elizabeth Berkeley                 |  |  |       |  |  |             |  |  |                |  |
| William Craven, VI barone Craven        |                                       | Mary Rebecca Berkeley                  |                                    |  |  |       |  |  |             |  |  |                |  |
|                                         |                                       | Baptist Hickes                         | …                                  |  |  |       |  |  |             |  |  |                |  |
|                                         |                                       | Baptist Hickes                         | …                                  |  |  |       |  |  |             |  |  |                |  |
|                                         |                                       | Baptist Hickes                         | …                                  |  |  |       |  |  |             |  |  |                |  |
| Mary Hickes                             |                                       | Baptist Hickes                         |                                    |  |  |       |  |  |             |  |  |                |  |
|                                         |                                       | Jane Smith                             | …                                  |  |  |       |  |  |             |  |  |                |  |
|                                         |                                       | Jane Smith                             | …                                  |  |  |       |  |  |             |  |  |                |  |
|                                         |                                       | Jane Smith                             | …                                  |  |  |       |  |  |             |  |  |                |  |
| Keppel Richard Craven                   |                                       | Jane Smith                             |                                    |  |  |       |  |  |             |  |  |                |  |
|                                         | James Berkeley, III conte di Berkeley | Charles Berkeley, II conte di Berkeley |                                    |  |  |       |  |  |             |  |  |                |  |
|                                         | James Berkeley, III conte di Berkeley | Charles Berkeley, II conte di Berkeley |                                    |  |  |       |  |  |             |  |  |                |  |
|                                         | James Berkeley, III conte di Berkeley | Elizabeth Noel                         |                                    |  |  |       |  |  |             |  |  |                |  |
| Augustus Berkeley, IV conte di Berkeley | James Berkeley, III conte di Berkeley |                                        |                                    |  |  |       |  |  |             |  |  |                |  |
|                                         |                                       | Louisa Lennox                          | Charles Lennox, I duca di Richmond |  |  |       |  |  |             |  |  |                |  |
|                                         |                                       | Louisa Lennox                          | Charles Lennox, I duca di Richmond |  |  |       |  |  |             |  |  |                |  |
|                                         |                                       | Louisa Lennox                          | Anne Brudenell                     |  |  |       |  |  |             |  |  |                |  |
| Elizabeth Berkeley                      |                                       | Louisa Lennox                          |                                    |  |  |       |  |  |             |  |  |                |  |
|                                         |                                       | Henry Drax                             | Thomas Shatterden Drax             |  |  |       |  |  |             |  |  |                |  |
|                                         |                                       | Henry Drax                             | Thomas Shatterden Drax             |  |  |       |  |  |             |  |  |                |  |
|                                         |                                       | Henry Drax                             | Elizabeth Ernle                    |  |  |       |  |  |             |  |  |                |  |
| Elizabeth Drax                          |                                       | Henry Drax                             |                                    |  |  |       |  |  |             |  |  |                |  |
|                                         |                                       | Elizabeth Ernle                        | Edward Ernle, III baronetto        |  |  |       |  |  |             |  |  |                |  |
|                                         |                                       | Elizabeth Ernle                        | Edward Ernle, III baronetto        |  |  |       |  |  |             |  |  |                |  |
|                                         |                                       | Elizabeth Ernle                        | Frances Erle                       |  |  |       |  |  |             |  |  |                |  |
|                                         |                                       | Elizabeth Ernle                        |                                    |  |  |       |  |  |             |  |  |                |  |

## Opere
- (EN) Keppel Richard Craven, Italian Scenes: A Series of Interesting Delineations of Remarkable Views and of the Most Celebrated Remains of Antiquity, with Historical Description, Londra, John Walker, 1823, OCLC 11096813. URL consultato il 31 gennaio 2014.
- (EN) Keppel Richard Craven, A Tour through the Southern Provinces of the Kingdom of Naples, ISBN non esistente.
- (EN) Keppel Richard Craven, Excursions in the Abruzzi and Northern Provinces of Naples, 2 vol., 1837, ISBN non esistente.
- Keppel Richard Craven, Viaggio attraverso l'Abruzzo e le province settentrionali del Regno Napoletano - traduzione italiana condotta sull'edizione inglese del 1837 (Londra, Bentley), Ilio Di Iorio, 2 vol., Sulmona, Libreria editrice Di Cioccio, 1979-1982  [1837], ISBN non esistente, OCLC 784555724.
- Keppel Richard Craven, Viaggio attraverso l'Abruzzo, traduzione di Ilio di Iorio sulla ed. ingl. del 1837, 2 vol., Cerchio (Italia), Adelmo Polla Editore, 1979-1982.  [1837], ISBN non esistente, OCLC 163885127.
Visualizzazione limitata su Regione Abruzzo:  Keppel Richard Craven, Viaggio attraverso l’Abruzzo (PDF), su cultura.regione.abruzzo.it, Regione Abruzzo. URL consultato il 17 gennaio 2014.